# Lill-Oxsjön (Torps socken, Medelpad, 695254-151683)
Lill-Oxsjön är en sjö i Ånge kommun i Medelpad och ingår i Ljungans huvudavrinningsområde. Sjön har en area på 0,359 kvadratkilometer och ligger 323 meter över havet. Sjön avvattnas av vattendraget Kassjöån.

## Delavrinningsområde
Lill-Oxsjön ingår i det delavrinningsområde (695331-151713) som SMHI kallar för Utloppet av Lill-Oxsjön. Medelhöjden är 364 meter över havet och ytan är 2,26 kvadratkilometer. Räknas de 6 avrinningsområdena uppströms in blir den ackumulerade arean 34,32 kvadratkilometer. Kassjöån som avvattnar avrinningsområdet har biflödesordning 3, vilket innebär att vattnet flödar genom totalt 3 vattendrag innan det når havet efter 111 kilometer. Avrinningsområdet består mestadels av skog (79 procent). Avrinningsområdet har 0,36 kvadratkilometer vattenytor vilket ger det en sjöprocent på 15,9 procent.